# Löptin
Löptin là một đô thị thuộc huyện Plön, trong bang Schleswig-Holstein, nước Đức. Đô thị Löptin có diện tích 9,08 km², dân số thời điểm 31 tháng 12 năm 2006 là 310 người.